# Dee Why
Dee Why è un sobborgo a nord di Sydney, nello Stato del Nuovo Galles del Sud, Australia.
Narraweena è a 18 km a nord-est dal distretto affaristico centrale di Sidney, nell'area governativa locale della Municipalità di Warringah. Insieme a Brookvale è considero il sobborgo centrale della regione delle spiagge settentrionali.

## Origine del nome
L'origine del nome non è ancora chiara.

## Architetture religiose
- Congregazione di Cecil Gribble della chiesa unita, Cecil Gribble Congregation
- Chiesa anglicana di San giovanni, St John's church
- Chiesa cattolica di San Kevin, St Kevin's church
- Chiesa battista di Dee Why
- Chiesa unita di San Davide, St David's Uniting Church

Churches
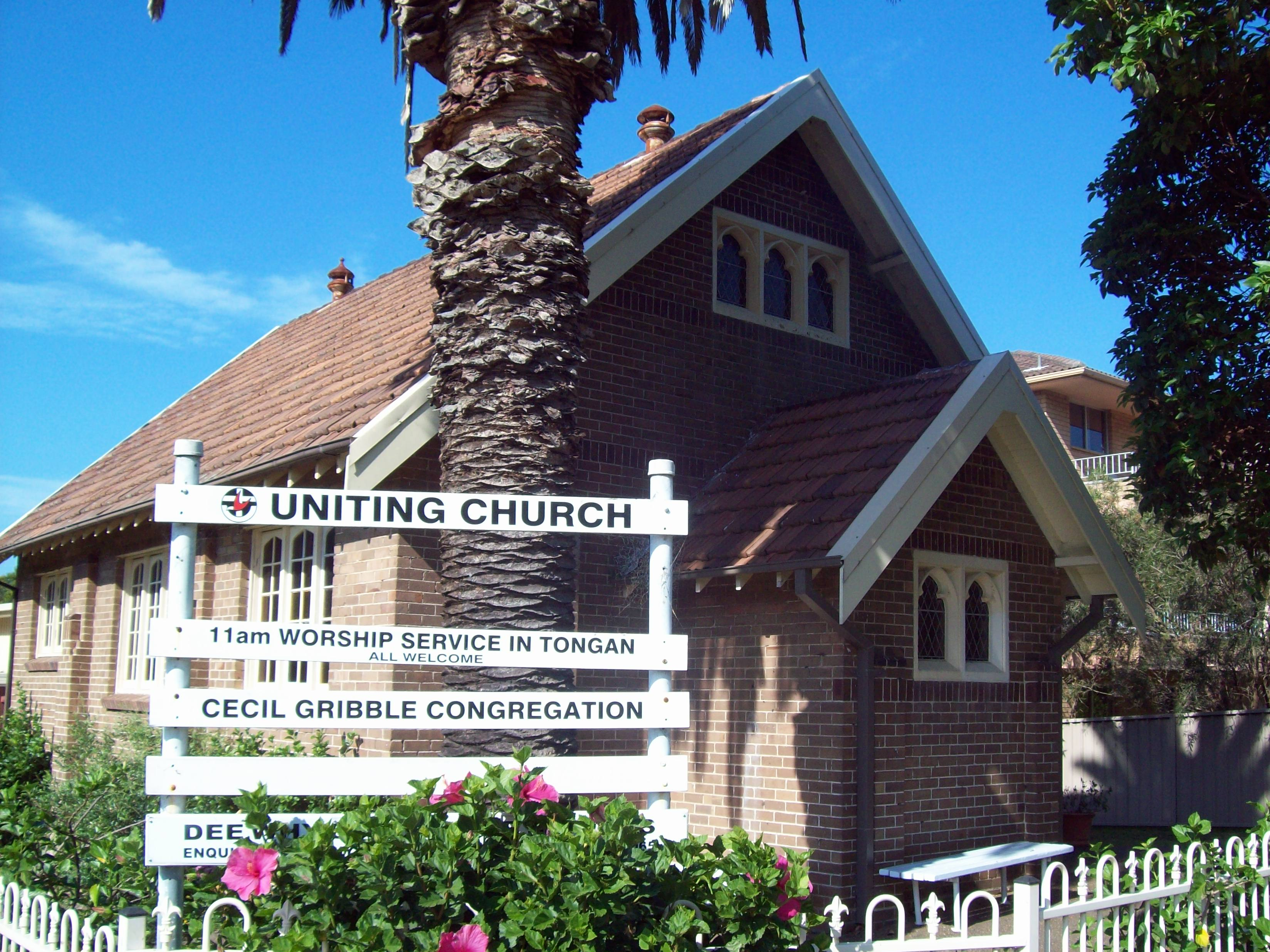
Congregazione di Cecil Gribble
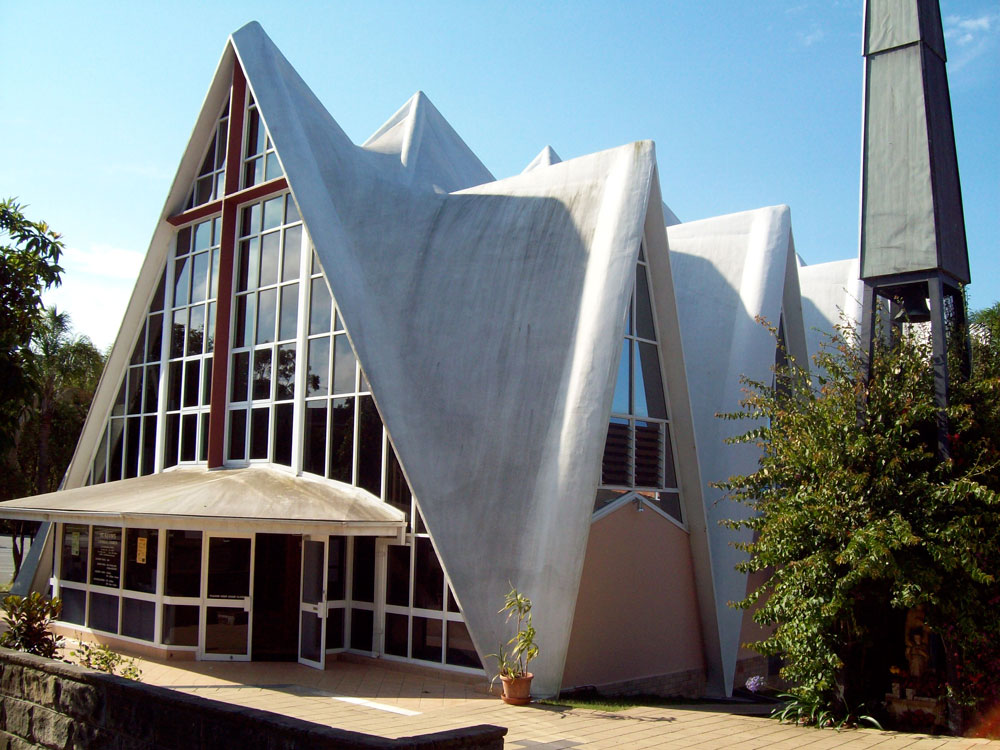
Chiesa cattolica di San Kevin
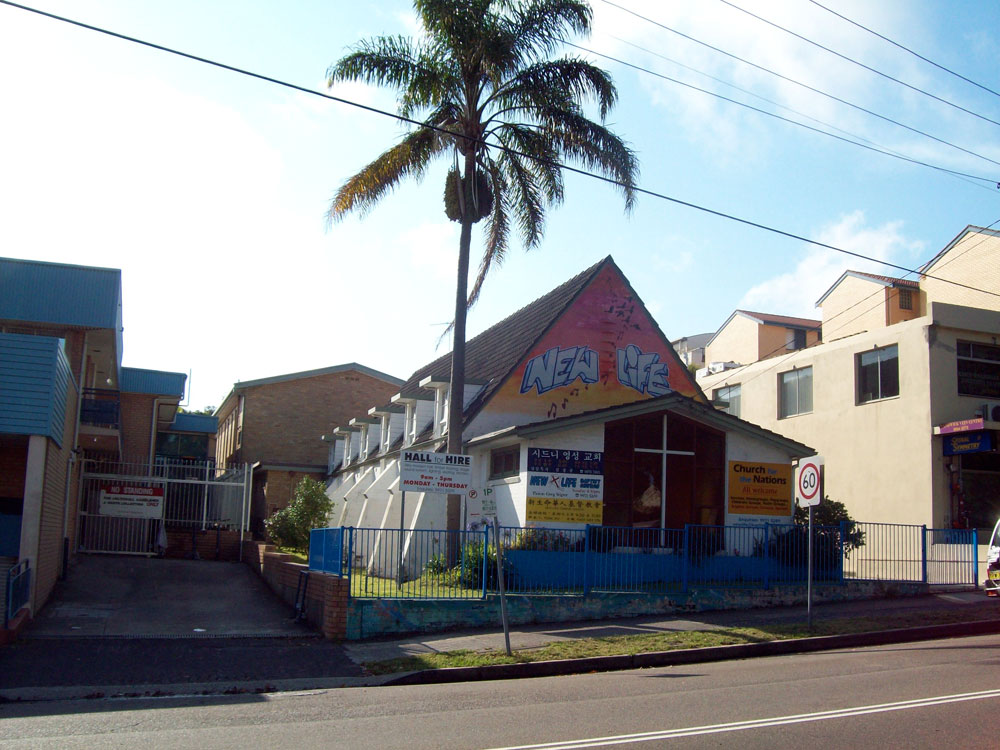
Dee Chiesa battista di Dee Why
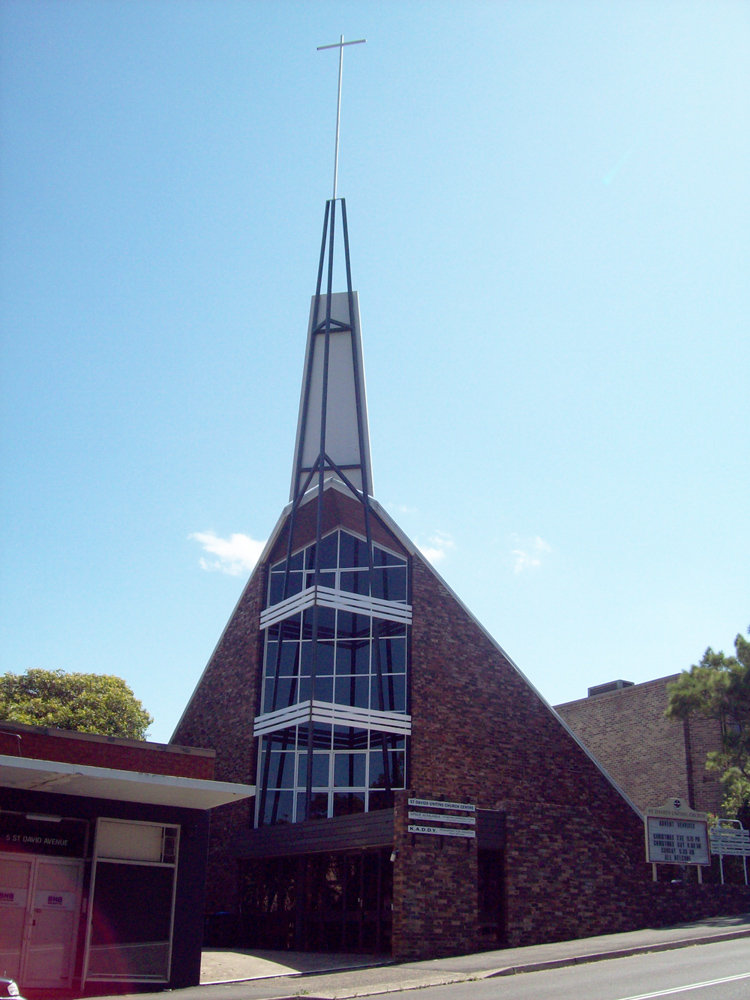
Chiesa unita di San Davide